# Leichtathletik-Weltmeisterschaften 2013/Teilnehmer (Venezuela)
| Gelbes Symbol für Goldmedaillen mit stilisierten Olympischen Ringen | Graues Symbol für Silbermedaillen mit stilisierten Olympischen Ringen | Braundes Symbol für Bronzemedaillen mit stilisierten Olympischen Ringen |
| ------------------------------------------------------------------- | --------------------------------------------------------------------- | ----------------------------------------------------------------------- |
| —                                                                   | —                                                                     | —                                                                       |

Der Leichtathletik-Verband Venezuelas stellte vier Teilnehmerinnen und zehn Teilnehmer bei den Leichtathletik-Weltmeisterschaften 2013 in der russischen Hauptstadt Moskau.

## Ergebnisse

### Männer

#### Laufdisziplinen
| Athlet                                                                    | Disziplin        | Vorlauf        | Vorlauf | Halbfinale | Halbfinale | Finale             | Finale             |
| Athlet                                                                    | Disziplin        | Zeit           | Platz   | Zeit       | Platz      | Zeit               | Platz              |
| ------------------------------------------------------------------------- | ---------------- | -------------- | ------- | ---------- | ---------- | ------------------ | ------------------ |
| José Peña                                                                 | 3000 m Hindernis |                |         |            |            | 8:28,88 min        | 16                 |
| Yerenman Salazar                                                          | 50 km Gehen      |                |         |            |            | DNF                | DNF                |
| Alvaro Luis Cassiani Jermaine Chirinos Arturo Ramírez Diego Rivas         | 4 × 100 m        | 39,14 s SB     | 21      |            |            | nicht qualifiziert | nicht qualifiziert |
| Alberto Aguilar Alberth Bravo José Meléndez Freddy Mezones Arturo Ramírez | 4 × 400 m        | 3:02,04 min SB | 9       |            |            | nicht qualifiziert | nicht qualifiziert |

### Frauen

#### Laufdisziplinen
| Athletin       | Disziplin | Vorlauf | Vorlauf | Halbfinale | Halbfinale | Finale    | Finale |
| Athletin       | Disziplin | Zeit    | Platz   | Zeit       | Platz      | Zeit      | Platz  |
| -------------- | --------- | ------- | ------- | ---------- | ---------- | --------- | ------ |
| Zuleima Amaya  | Marathon  |         |         |            |            | 2:58:22 h | 43     |
| Yolymar Pineda | Marathon  |         |         |            |            | DNF       | DNF    |

#### Sprung/Wurf
| Athletin         | Disziplin   | Qualifikation | Qualifikation | Finale             | Finale             |
| Athletin         | Disziplin   | Weite         | Platz         | Weite              | Platz              |
| ---------------- | ----------- | ------------- | ------------- | ------------------ | ------------------ |
| Ahymará Espinoza | Kugelstoßen | 16,86 m       | 24            | nicht qualifiziert | nicht qualifiziert |
| Rosa Rodríguez   | Hammerwurf  | 69,35 m       | 15            | nicht qualifiziert | nicht qualifiziert |